# Paracarinolidia amabilis
Paracarinolidia amabilis är en insektsart som beskrevs av Rauno E. Linnavuori 1956. Paracarinolidia amabilis ingår i släktet Paracarinolidia och familjen dvärgstritar. Inga underarter finns listade i Catalogue of Life.